# Biarmie
Le Bjarmeland ou la Biarmie est une région située sur la rive sud de la mer Blanche et centrée sur le delta de la Dvina septentrionale, mentionnée dans les récits et sagas scandinaves et vikings. La région forme actuellement l'oblast d'Arkhangelsk.

## Identification

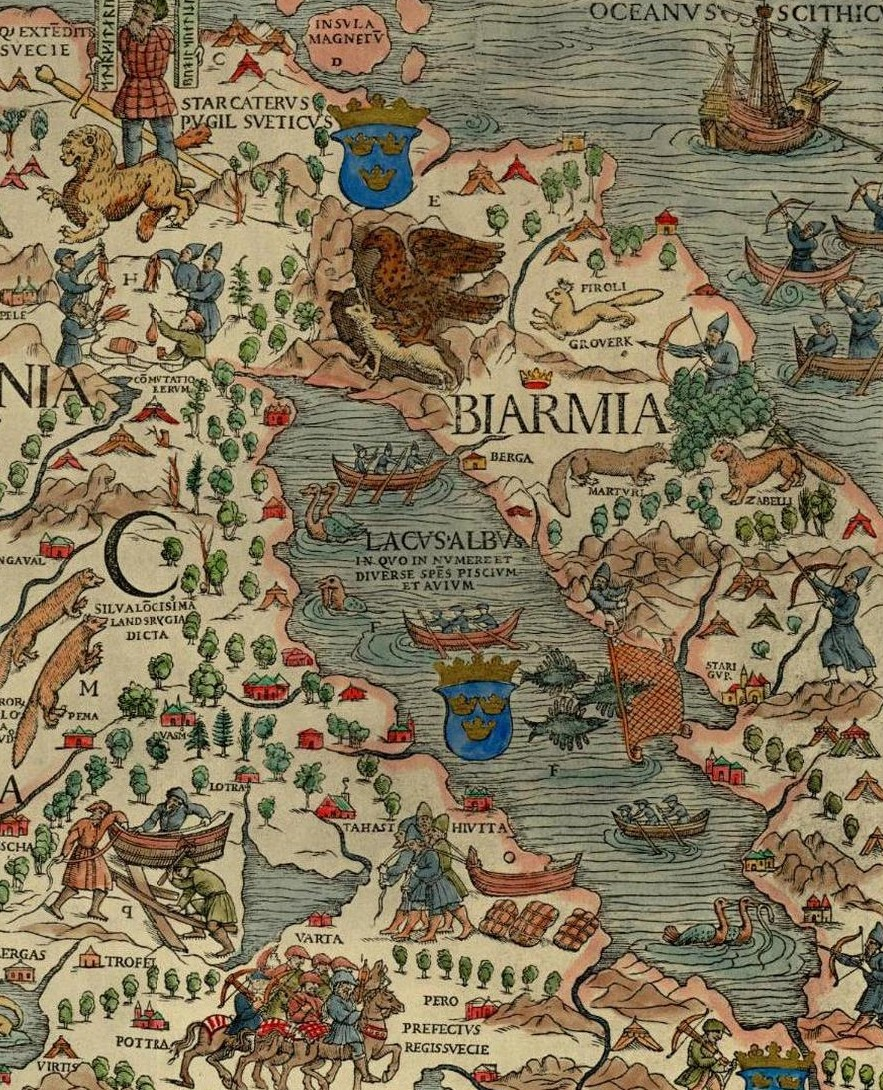
La Biarmie sur la Carta Marina d'Olaus Magnus (1539)

Le Bjarmeland apparaît dans la littérature en vieux norrois. Sa première mention remonte au récit du voyage de Ottar de Hålogaland en 890 apr. J.-C. Ottar de Hålogaland prétend avoir mené la première expédition scandinave vers la Biarmie, mais ce fait n'est pas prouvé. Ces récits décrivent la région quand celle-ci était encore peuplée par des peuples de langues finno-ougriennes tel les Komis, les Vepses, les Maris, les Mordves et les Tchoudes.
Le toponyme a également été utilisé plus tard, à la fois par l'historien allemand Adam de Brême ou l'Islandais Snorri Sturluson dans la Bósa saga ok Herrauðs, qui mentionnait les rivières qui se jetaient dans le Gandvik. La Saga d'Egill, qui date du milieu du XIIIe siècle, dit que le roi de Norvège Éric à la hache sanglante s'y serait rendu et aurait remporté une victoire lors d'une bataille sur les rives de la Dvina.
Il n'est toutefois pas clair s'il s'agit du même Bjarmeland que celui décrit par Ottar de Hålogaland.
Le mot Biarmie viendrait de perm, un nom finno-ougrien désignant les marchands voyageurs. Le nom désigne encore aujourd'hui une ville et la province qui l'entoure. Le terme perm est attesté dès le premier texte en russe, la Chronique des temps passés du moine Nestor.
La situation géographique de la Biarmie n'a toutefois pas toujours fait l'unanimité. Olaus Magnus a placé le Bjarmaland dans la péninsule de Kola, alors que Johannes Schefferus (1621 - 1679) a prétendu que c'était un équivalent de la Laponie.

## Histoire
Cette région fut explorée à plusieurs reprises sous les règnes de Éric Ier de Norvège (885–954), d'Harald II de Norvège (930-970) et de Håkon Magnusson de Norvège (1070-1095), au cours desquels des expéditions entretinrent un commerce de fourrures avec les populations locales tout en se livrant sporadiquement à des pillages.
L'influence scandinave se maintint en Biarmie aux XIIe et XIIIe siècles, mais la région resta toujours peuplée par des populations finno-ougriennes, jusqu'à l'arrivée des puissances slaves que furent la république de Novgorod et la principauté de Vladimir-Souzdal — qui deviendra au XIVe siècle la Grande-principauté de Moscou. Ainsi le premier établissement slave fut Veliki Oustioug, mentionné en 1207, ville méridionale de la région qui servait au commerce vers l'extrême orient sur la rivière Soukhona, affluent de la Dvina septentrionale.

## Économie
Les historiens modernes supposent que la richesse des habitants de Biarmie était due à leur commerce au long-cours sur la Dvina septentrionale, la Kama et la Volga jusqu'à la Bulgarie de la Volga. Le long de cette route, des pièces d'argent et d'autres marchandises ont été échangées contre des peaux et des défenses de morses vendues par les habitants de la région. Plus au nord, les Bjarmiens commerçaient avec les Lapons qui auraient été leurs tributaires.

## Source
- (en) Cet article est partiellement ou en totalité issu de l’article de Wikipédia en anglais intitulé « Bjarmaland » (voir la liste des auteurs).